# Klaukkala
Klaukkala (švédsky Klövskog) je vesnice v provincii Uusimaa ve Finsku. Administrativně spadá pod obec a město Nurmijärvi. Má přibližně 17000 obyvatel, což z něj činí největší a nejvíce urbanizovanou vesnici v obci. Obec se nachází v jižní části obce, 5 km od hranic Espoo a Vantaa.

## Okolí
Sousední vesnice jsou Lepsämä a Numlahti v obci Nurmijärvi, Lahnus v obci Espoo a Luhtaanmäki v obci Vantaa.

## Budovy
Možnou turistickou památkou je moderní, měděný kostel z Klaukkala, postavený v roce 2004. V obci je také pravoslavný dřevěný kostel z Svatý Nektarios z Aeginy, postavený v roce 1995.